# Tamara y la Catarina
Tamara y la Catarina és una pel·lícula mexicana dramàtica del 2016 dirigida per Lucía Carreras. Fou projectada a la secció the Contemporary World Cinema del Festival Internacional de Cinema de Toronto de 2016.

## Sinopsi
Narra la història de dues dones, Tamara i Doña Meche, soles enmig de la ignorància i la penúria a Ciutat de Mèxic. Tamara té un retard mental i sense pensar-s'ho s'emporta un nadó d'un quiosc, tot involucrant Doña Meche, una anciana que viu al mateix barri i amb qui no manté bones relacions. En el retorn del nadó als seus pares ambdues es descobriran i construiran un lligam fort i indestructible,

## Repartiment
- Ángeles Cruz - Tamara
- Gustavo Sánchez Parra - Policía Huicho
- Angelina Peláez - Doña Meche
- Alberto Trujillo - Lalo
- Harold Torres - Paco

## Nominacions i premis
Al Festival de Cinema Iberoamericà de Huelva de 2016 va guanyar el Colón de Plata al millor director i a la millor actriu. En la LX edició dels Premis Ariel fou nominada a la millor coactuació femenina (Ángeles Cruz i Angelina Peláez) i millor actriu de quadre (Mercedes Pascual).